# Kapuziner Weissbier
La Kapuziner Weissbier (Weißbier in lingua tedesca) è una birra tedesca di qualità weiss (ovvero di frumento), prodotta in diverse varianti. 

## Varianti
- Kapuziner Hefe Weiss (con lieviti, Hefe in tedesco significa lievito);
- Kapuziner Kristall (senza lieviti in sospensione);
- Kapuziner Schwarz (dunkel weizen);
- Kapuziner Leicht (solo 3,1% alc);
- Kapuziner Alkoholfrei (per chi non vuole rinunciare al fresco sapore delle birre weizen ma con 0,0% alc e solo 85 Kcal);
- nei mesi invernali la Kapuziner Winter (i sapori sono di frutta matura e il colore tende all'ambrato).

Specialità prodotte tutte dal gruppo Kulmbacher Brauerei AG nella Birreria della città di Kulmbach in Baviera. La Kapuziner Hefe Weiss ha un sapore leggermente acido, un deciso aroma di lievito e agrumi, con un retrogusto fruttato con alcune spezie che richiamano i fiori di campagna e miele.